# Erin Watts
Erin Watts es un personaje ficticio que aparece en la serie británica basada en espías Spooks y es interpretada por la actriz Lara Pulver desde el 17 de septiembre de 2011, hasta el final de la serie el 23 de octubre de 2011. Lara interpretó nuevamente a Erin ahora en la película Spooks: The Greater Good la cual fue estrenada el 8 de mayo de 2015.

## Antecedentes
Antes de convertirse en Jefa de la Sección para reemplazar a Harry, Erin trabajó como Jefa Interina, a su llegada a la sección D Erin trae consigo al nuevo oficial y técnico Calum Reed.

## Temporadas

### Décima temporada
Erin se encuentra en un meteórico ascenso a la cima, sin embargo a pesar de esto no se aprovecha de su posición. 
Le interesa hacer su trabajo lo mejor posible y con la mejor capacidad que se pueda.
Es una gran líder, es inteligente, valiente y se ofrece a ayudar cuando hay peligro sin pensarlo dos veces, sin embargo es impulsada por una fe inquebrantable a la cual se ve enfrentada todos los días debido a lo que ve a su alrededor, cree que puede vivir una vida normal y feliz y ser al mismo tiempo una espía.

### Spooks: The Greater Good
En el 2015 Erin se reúne con Harry mientras él visitaba la tumba de Ruth Evershed después de que el terrorista Adem Qasim lograra huir de la CIA. Creyendo que Qasim estaba planeando un ataque en contra de Londres, Erin es enviada encubierto para infiltrarse en la celda de Qasim. Con su futuro incierto en el MI5, Harry le ordena a Erin alejarse del peligro ya que no tendría cómo protegerla.
Harry decide rastrear a Qasim pero cuando lo encuentra descubre que él ya había descubierto la verdadera identidad de Erin, Qasim le dispara a Erin en el estómago y le ordena a Harry matarla para aliviar su sufrimiento o sino iba a grabar la muerte dolorosa y lenta de Erin para que su familia lo viera, sin embargo cuando Harry se niega a matarla Erin toma la pistola y se dispara a sí misma diciéndole a Harry que no quería que su hija la viera morir de esa forma.